# Janusz Czyżewski

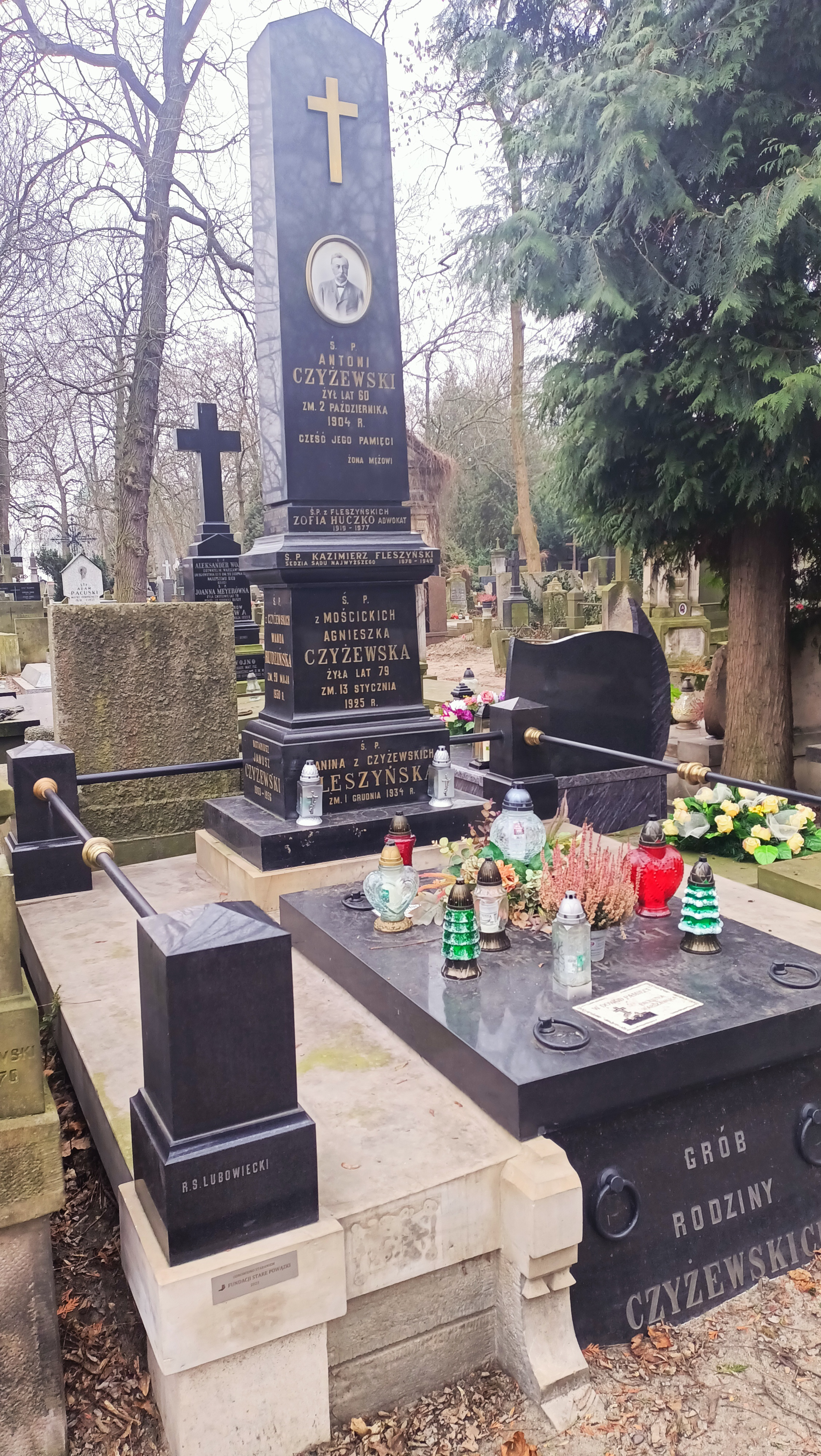
Grób Janusza Czyżewskiego na Cmentarzu Powązkowskim w Warszawie

Janusz Czyżewski (ur. 7 sierpnia 1903 w Warszawie, zm. 18 czerwca 1956 w Łodzi) – polski piłkarz, występujący na pozycji obrońcy, sędzia. 
Przez całą karierę był związany z zespołem Polonii Warszawa. W 1921 roku zdobył wicemistrzostwo Polski. W latach 1919–1926 brał udział w finałach mistrzostw Polski. Rozegrał w nich w sumie 16 spotkań. W 1921, 1923 i 1924 roku zdobył mistrzostwo klasy A.  
W 1926 roku został absolwentem wydziału prawa Uniwersytetu Warszawskiego. Po zakończeniu kariery piłkarskiej był sędzią sądu okręgowego w Warszawie, a następnie notariuszem w Łodzi.  
Zmarł po długiej chorobie 18 czerwca 1956 roku. Został pochowany 21 czerwca w grobowcu rodzinnym na cmentarzu Powązkowskim w Warszawie (kwatera N, rząd 6, miejsce 22-23). 

## Źródła
- Sylwetka w bazie rocznikpiłkarski.pl
- Sylwetka w bazie wikipolonia